# Сексуальне та репродуктивне здоров'я та права
Сексуальне та репродуктивне здоров'я та права на них (СРЗП) ― це поняття прав людини, яке застосовується до сексуальності та відтворення. Це поєднання чотирьох стовпів, які в деяких контекстах відрізняються одне від одного. Ці чотири сфери - це сексуальне здоров'я, сексуальні права, репродуктивне здоров'я та репродуктивні права. У концепції СРЗП ці чотири сфери трактуються як окремі, але переплетені. 
Розмежування між цими чотирма поняттями проводиться не завжди. Сексуальне здоров'я та репродуктивне здоров'я іноді трактуються як синоніми один одного, як і сексуальні права та репродуктивні права. У деяких випадках сексуальні права включаються в термін сексуальне здоров'я, або навпаки.  Не тільки різні неурядові організації (НУО) та урядові організації  використовують різні термінології, але різні термінології часто використовуються в рамках однієї організації.
Деякі відомі глобальні НУО, які борються за сексуальне та репродуктивне здоров'я та права:
- IPPF (Міжнародна федерація планового батьківства),
- ILGA (Міжнародний лесбійський та гей-альянс),
- WAS ( Всесвітня асоціація сексуального здоров'я ― раніше відома як Світова асоціація сексології),
- Центр охорони здоров’я та гендерної рівності та Міжнародний альянс з ВІЛ/СНІД. [3] [4]

## Історія
Державні програми з планування сім'ї вперше почали запроваджуватись в 1950-х роках.  Однак основні цілі цих програм часто були зосереджені навколо контролю за населенням для економічного зростання та розвитку.  У 1994 р. Міжнародна конференція з питань народонаселення та розвитку (МКНР) у Каїрі, Єгипет, ознаменувала значний перелом у перспективі щодо репродуктивного здоров'я і вважається народженням сучасного руху СРЗП.  Протягом конференції дискусії навколо планування сім'ї перейшли з економічних питань до дискусій щодо охорони здоров'я та прав людини.  До кінця МКНР була розроблена Програма дій (ПД), яку схвалили та прийняли 179 країн,  в якій затверджувалось сексуальне та репродуктивне здоров'я як універсальне право людини та окреслювалось загальносвітові цілі та завдання щодо поліпшення репродуктивного здоров'я на основі центральних тем вільного вибору, розширення можливостей жінок та розгляду сексуального та репродуктивного здоров'я з точки зору фізичного та емоційного благополуччя.  ПД окреслив низку цілей, заснованих на центральній місії досягнення загального доступу до репродуктивного здоров'я у всьому світі, які мали бути досягнуті до 2015 року.  У 2000 році були розроблені Цілі розвитку тисячоліття (ЦРТ)  і хоча репродуктивне здоров'я не було чітко зазначено як одна з цілей, воно стало важливим компонентом цілей 3, 4 та 5.  У 2010 році Організація Об’єднаних Націй переглянула оригінальний ПД та оновила його, щоб відобразити їх мету ― досягнення загальної охорони репродуктивного здоров’я до 2015 року.  
Коли в 2015 році ЦРТ і Постанова МКНР припинили свою діяльність, наступні цілі щодо СРЗП були включені в Цілі сталого розвитку, наступна ітерація ЦРТ, що окреслює цілі боротьби з бідністю ― до 2030 року. 

## Сексуальне здоров'я
Всесвітня організація охорони здоров’я  визначає сексуальне здоров’я як: «Сексуальне здоров’я ― це стан фізичного, психічного та соціального благополуччя стосовно сексуальності. Це вимагає позитивного та шанобливого підходу до сексуальності та сексуальних стосунків, а також можливості мати приємний та безпечний сексуальний досвід, вільний від примусу, дискримінації та насильства».

## Сексуальні права
На відміну від інших трьох аспектів СРЗП, боротьба за сексуальні права включає та зосереджується на сексуальному задоволенні та емоційному сексуальному вираженні. Однією з платформ цієї боротьби є Декларація сексуальних прав WAS.
Всесвітня асоціація сексуального здоров’я (WAS) була заснована в 1978 р. мультидисциплінарною всесвітньою групою НУО з метою промоції галузі сексології.
Платформа дій на Пекінській конференції щодо жінок 1995 року встановила, що права людини включають право жінок вільно і без примусу, насильства або дискримінації контролювати й ухвалювати рішення щодо власної сексуальності, включаючи власне сексуальне та репродуктивне здоров'я.  Цей параграф тлумачиться деякими країнами  як застосовне визначення сексуальних прав жінок. Комісія ООН з прав людини встановила, що якби жінки мали більше влади, їхня здатність захищатись від насильства буде зміцнена.  
Значний зсув відбувся в історії Асоціації, коли у 1997 році Всесвітній конгрес з сексології видав Валенсійську декларацію про сексуальні права. Це був далекоглядний крок з боку Марії Перес Кончілло та Хуана Хосе Борраса Вальса (президенти конгресу), який перетворив WAS на більш адвокаційну організацію, яка відстоює сексуальні права як основоположні для сексуального здоров'я та галузі сексології. Під час Конгресу відбулася пресконференція з метою оприлюднення прийняття Валенсійської декларації, яка отримала увагу у всьому світі.
Ця декларація мала світовий вплив на визнання важливості сексуальних прав як прав людини. Окрім величезного впливу на ВООЗ, декларація спровокувала IPPF видати власну декларацію про сексуальні права в 2008 році.
Згодом WAS внесли деякі зміни до Валенсійської декларації та запропонували Декларацію сексуальних прав WAS, яка була затверджена Генеральною Асамблеєю на 14-му Всесвітньому конгресі сексології (Гонконг, 1999). WAS прийняв Декларацію про сексуальні права, яка спочатку включала 11 сексуальних прав. Він був суттєво переглянутий і розширений в березні 2014 року Консультативною радою WAS, включивши 16 сексуальних прав: 
1. Право на рівність та недискримінацію
2. Право на життя, свободу та безпеку особи
3. Право на автономію та цілісність
4. Право бути вільним від тортур та жорстокого, нелюдського або такого, що принижує гідність, поводження чи покарання
5. Право бути вільним від усіх форм насильства та примусу
6. Право на приватність
7. Право на найвищий досяжний рівень здоров'я, включаючи сексуальне здоров'я; з можливістю приємних та безпечних сексуальних переживань
8. Право користуватися перевагами наукового прогресу та його застосування
9. Право на інформацію
10. Право на освіту та право на всебічну сексуальну освіту
11. Право укладати та розривати шлюб та подібні типи відносин на основі рівності та повної та вільної згоди
12. Право вирішувати чи мати дітей, кількість дітей, а також мати інформацію та засоби для цього
13. Право на свободу думки, думки та вираження поглядів
14. Право на свободу об'єднань та мирних зібрань
15. Право на участь у громадському та політичному житті
16. Право на доступ до правосуддя, засобів правового захисту та відшкодування

Ця Декларація вплинула на Принципи Джок'якарти (які були започатковані як звід міжнародних принципів, що стосуються сексуальної орієнтації та гендерної ідентичності 26 березня 2007 року), особливо на ідею цілісності кожної людини та права на сексуальне та репродуктивне здоров'я. 
У 2015 році уряд США заявив, що почне використовувати термін «сексуальні права» під час обговорення прав людини та глобального розвитку. 

## Репродуктивне здоров'я
Репродуктивне здоров'я означає, що люди здатні вести відповідальне та безпечне сексуальне життя, а також здатність до розмноження та свободу вирішувати, коли та як часто це робити. Одне з тлумачень передбачає, що чоловіки та жінки повинні бути проінформовані та мати доступ до безпечних, ефективних, доступних та прийнятних методів контролю народжуваності; також доступ до медичних послуг з питань сексуальної, репродуктивної медицини та впровадження програм медичного виховання, щоб наголосити на важливості жінок безпечно пройти вагітність та пологи, може забезпечити парам найкращі шанси народити здорове немовля. З іншого боку, люди стикаються з нерівністю у послугах репродуктивного здоров'я. Нерівність варіюється залежно від соціально-економічного статусу, рівня освіти, віку, етнічної приналежності, релігії та наявних у їхньому середовищі ресурсів. Наприклад, можливо, що особам з низьким рівнем доходу бракує ресурсів для надання відповідних медичних послуг та знань, щоб знати, що доцільно підтримувати репродуктивне здоров'я. 

## Репродуктивні права
Репродуктивні права ― це законні права та свободи, що стосуються відтворення та репродуктивного здоров'я.  Всесвітня організація охорони здоров’я визначає репродуктивні права таким чином:
Репродуктивні права ґрунтуються на визнанні основного права всіх пар та осіб вільно та відповідально вирішувати кількість, проміжок часу та час народження їхніх дітей та мати інформацію та засоби для цього, а також право на досягнення найвищого рівня сексуального та репродуктивне здоров'я. Вони також включають право всіх ухвалювати рішення щодо відтворення без дискримінації, примусу та насильства. 
На сферу сексуальних та репродуктивних прав впливають контекстуальні культурні та соціальні норми, соціально-економічні фактори й наявні закони та правила. Соціальний клімат може впливати як на доступ, так і на якість медичного обслуговування та втручань щодо сексуального та репродуктивного здоров'я. 

## Цілі та завдання
Незважаючи на часті зміни в структурі, загальні цілі щодо СРЗП залишаються мало зміненими. Як вперше було встановлено в МКНР, універсальна охорона репродуктивного здоров'я залишається кінцевою метою, і з кожною новою структурою розробляються цілі, спрямовані на досягнення цієї мети.  В оригінальній Програмі дій МКНР основним закликом було загальний доступ до охорони здоров'я, включаючи охорону репродуктивного здоров'я, планування сім'ї та сексуальне здоров'я.  З часом вони розширились, включивши право на доступ до освіти щодо сексуального та репродуктивного здоров'я, припинення каліцтва жіночих статевих органів та збільшення можливостей жінок у соціальній, політичній та культурній сферах. 
Також були створені спеціальні цілі та завдання для задоволення потреб сексуального та репродуктивного здоров'я підлітків. Підлітки часто є найбільш вразливими до ризиків, пов'язаних із сексуальною активністю, включаючи ВІЛ, через особисті та соціальні проблеми, такі як почуття ізоляції, дитячий шлюб та стигматизацію.  Уряди усвідомили важливість інвестування у здоров'я підлітків як засобу забезпечення майбутнього добробуту для їх суспільства.  В результаті Комісія з питань народонаселення та розвитку розробила низку основних прав для підлітків, включаючи право на всебічну сексуальну освіту, право вирішувати всі питання, що стосуються їх сексуальності, та доступ до послуг сексуального та репродуктивного здоров'я без дискримінації. 